# Samir Ujkani
Samir Ujkani (Vučitrn, 1988. július 5. –) jugoszláv születésű koszovói válogatott labdarúgó, aki jelenleg a Çaykur Rizespor játékosa. Korosztályos és felnőtt szinten szerepelt az albán labdarúgó-válogatottban.

## Pályafutása
Első fiatal klubjába 13 évesen került, ami a KSV Ingelmunstern volt. Az itt eltöltött hat év után egy szezonra csatlakozott a belga RSC Anderlecht akadémiájához, majd távozott és az olasz Palermóhoz csatlakozott. Itt is mutatkozott be profiként, ahol 5 éves szerződést írt alá. 2009. április 26-án debütált bajnoki mérkőzésen az első osztályban, miután a mérkőzésen Marco Amelia megsérült az AC Milan ellen.
A következő négy szezont kölcsönben a Novara csapatánál töltötte. Itt első számú kapussá lépett előre és csapata legmeghatározóbb játékosává vált. 2009-10-es szezonban megnyerték a harmadosztályt, majd a következő évben  feljutottak az első osztályba. A 2012-13-as szezont már ismét a Palermónál töltötte, ahol 19 bajnokin védett. 2013 januárjában félszezonra kölcsönbe került a Chievo Verona együtteséhez de bajnokin nem védett. 2015 nyarán a Genoa igazolta őt le. A szezon első felén nem védett, így kölcsönbe adták a Latina csapatának. 2016 nyarán ismét kölcsönbe került, az AC Pisa klubjába.

## Válogatott
2007-ben megkapta az albán útlevelet és bekerült az albán U21-es labdarúgó-válogatottba. Június 1-jén debütált az olasz U21-es labdarúgó-válogatott ellen. A felnőttekhez 2008-ban meghívott kapott, de csak a következő évben Grúzia ellen debütálhatott.
A koszovói albán többség 2008 februárjában kiáltotta ki az ország függetlenségét, amelyet Szerbia és az ENSZ nem ismert el. Koszovó válogatottjának 2014-től csak barátságos mérkőzések lejátszását engedélyezték. Ezután felkereste őt a Koszovói labdarúgó-szövetség, hogy szerepeljen náluk a válogatottban, ezt elfogadta. Március 5-én a haiti labdarúgó-válogatott elleni barátságos mérkőzésen debütált. 2016. szeptember 5-ei 2018-as labdarúgó-világbajnokság-selejtező mérkőzésre bekerült a keretbe, de a csapatánál többen is a FIFA engedélyére vártak, hogy szerepelhetnek-e a meccsen, miután a válogatottba meghívott játékosok közül többen is szerepelt már az albán nemzeti csapatban, a szövetség végül rábólintott a játékukra.

## Statisztika
(2018. november 20. szerint)
| Válogatott | Szezon   | Mérkőzés | Gól |
| ---------- | -------- | -------- | --- |
| Albánia    |          |          |     |
| 2008       | 0        | 0        |     |
| 2009       | 4        | 0        |     |
| 2010       | 1        | 0        |     |
| 2011       | 8        | 0        |     |
| 2012       | 5        | 0        |     |
| 2013       | 2        | 0        |     |
| Összesen   | Összesen | 20       | 0   |
| Koszovó    | 2014     | 2        | 0   |
| Koszovó    | 2015     | 2        | 0   |
| Koszovó    | 2016     | 5        | 0   |
| Koszovó    | 2017     | 7        | 0   |
| Koszovó    | 2018     | 8        | 0   |
| Koszovó    | 2019     | 0        | 0   |
| Összesen   | Összesen | 24       | 0   |

## Sikerei, díjai
- Novara
  - Olasz harmadosztály bajnok: 2009–10